# Mount LeResche
Mount LeResche är ett berg i Antarktis. Det ligger i Östantarktis. Nya Zeeland gör anspråk på området. Toppen på Mount LeResche är 2 040 meter över havet, eller 386 meter över den omgivande terrängen. Bredden vid basen är 2,9 km.
Terrängen runt Mount LeResche är kuperad söderut, men norrut är den platt. Trakten är obefolkad. Det finns inga samhällen i närheten.